# Iris aphylla
Iris aphylla es una especie   de la familia de las iridáceas. Es originaria de Europa.

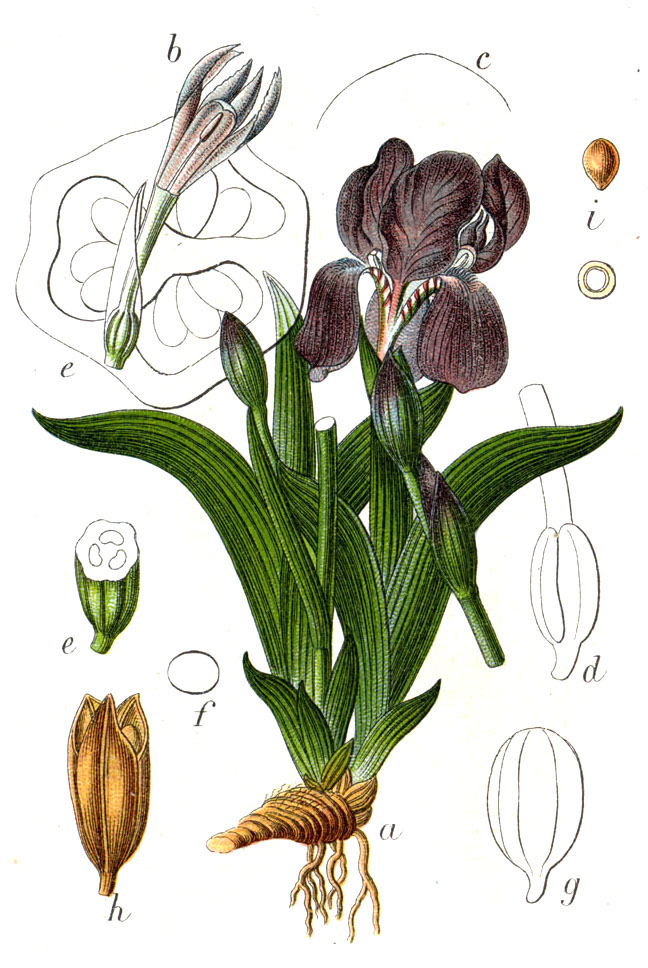
Ilustración

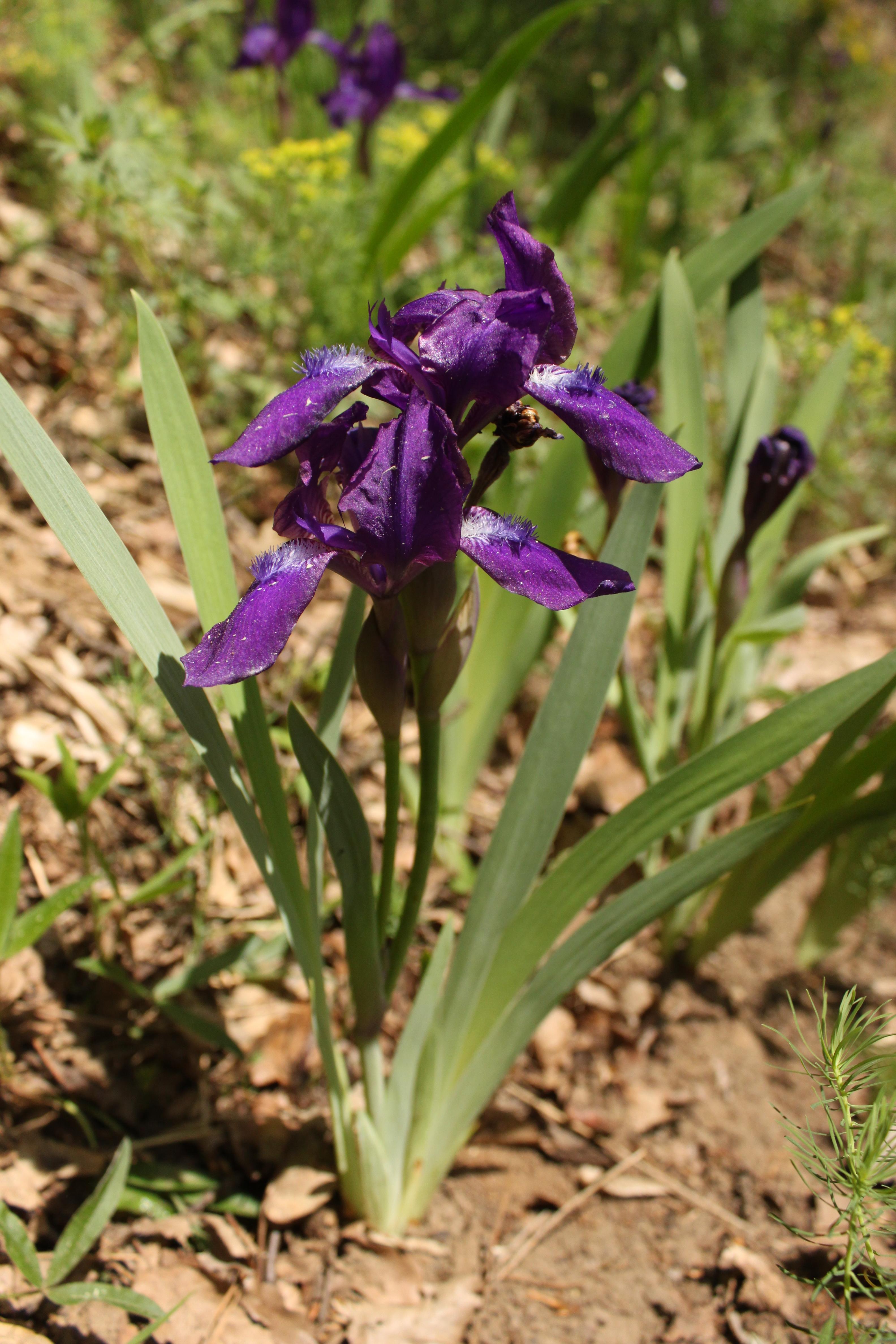
Vista de la planta

## Descripción
Se distingue de Iris germanica en su espata que rodea las flores, verde excepto un estrecho margen escarioso. Tallo floral de hasta 30 cm o más, ramoso en su mitat inferior; hojas normalmente falciformes. Flores violeta o moradas, 3-5; pétalos externos estrechamente obovados, los internos ampliamente elípticos y de uña corta. Florece en primavera.

## Hábitat
Entre rocas y gleras.

## Distribución
Francia, Alemania, Albania, Finlandia, Hungría, Italia, Polonia, República Checa, Rumanía.

## Taxonomía
Iris aphylla fue descrita por Carlos Linneo y publicado en Sp. Pl. 38 1753.
Etimología
Iris: nombre genérico llamado así por Iris la diosa griega del arco iris.
aphylla: epíteto latino que significa "sin hojas".
Sinonimia
- Iris nudicaulis Lam., Encycl. 3: 296 (1789).
- Iris bohemica F.W.Schmidt, Fl. Boëm. 4: 5 (1794).
- Iris hungarica Waldst. & Kit., Descr. Icon. Pl. Hung. 3: 251 (1808).
- Iris extrafoliacea J.C.Mikan ex Pohl, Tent. Fl. Bohem. 1: 47 (1809).
- Iris falcata Tausch, Hort. Canal. 1: t. 2 (1823).
- Iris breviscapa Opiz, Naturalientausch 10: 191 (1825).
- Iris fieberi Seidl in P.A.Opiz, Naturalientausch 9: 128 (1825).
- Iris bisflorens Host, Fl. Austriac. 1: 46 (1827).
- Iris clusiana Tausch, Flora 12(1 Erg.): 49 (1829).
- Iris furcata M.Bieb., Cent. Pl. Ross. Merid. 2: t. 51 (1832).
- Iris reflexa Berg, Flora 16(1 Beibl.): 33 (1833).
- Iris duerinckii Buckley, Amer. J. Sci. Arts 45: 176 (1843).
- Iris diantha K.Koch, Linnaea 21: 637 (1848).
- Iris tenorei Parl., Fl. Ital. 3: 278 (1860).
- Iris rigida Sieber ex Klatt, Linnaea 34: 598 (1866).
- Iris subtriflora Fieber ex Klatt, Linnaea 34: 599 (1866).
- Iris bifurca Steven ex Baker, J. Linn. Soc., Bot. 16: 145 (1877).
- Iris schmidtii Baker, J. Linn. Soc., Bot. 16: 145 (1877).
- Iris hungarica var. subtriflora (Fieber ex Klatt) Nyman, Consp. Fl. Eur.: 701 (1882).
- Iris nudicaulis var. clusiana (Tausch) Nyman, Consp. Fl. Eur.: 701 (1882).
- Iris nudicaulis subvar. falcata (Tausch) Nyman, Consp. Fl. Eur.: 701 (1882).
- Iris nudicaulis subsp. fieberi (Seidl) Nyman, Consp. Fl. Eur.: 701 (1882).
- Iris sabina N.Terracc., Atti Real Ist. Incoragg. Sci. Nat. Napoli, V, 1(5): 7 (1899).
- Iris nudicaulis major Zapal., Consp. Fl. Gallic. Crit. 1: 188 (1906).
- Iris melzeri Prodán, Bul. Grad. Bot. Univ. Cluj 15: 123 (1935 publ. 1936)).
- Iris furcata var. diantha (K.Koch) Grossh., Fl. Kavkaza, ed. 2, 2: 223 (1940).
- Iris hungarica f. minor Simonk. in E.J.Nyárády, Kv. Fl.: 126 (1941).
- Iris dacica Beldie, Comun. Acad. Republ. Populare Romîne 2: 566 (1952).
- Iris babadagica Rzazade & Golneva, Zametki Sist. Geogr. Rast. 24: 12 (1965).
- Iris hungarica subsp. dacica (Beldie) Prodán in T.Savulescu, Fl. Reipubl. Popul. Roman. 11: 484 (1966).
- Iris perrieri Simonet ex N.Service, Plantsman, n.s., 2: 91 (2003).[5]